# Eugen Barbu
Eugen Barbu (ur. 20 lutego 1924 r. w Bukareszcie, zm. 7 września 1993 r. tamże) – rumuński powieściopisarz, nowelista, dziennikarz, tłumacz i członek korespondent Akademii Rumuńskiej. 
Na swoim koncie ma wiele powieści społeczno-obyczajowych, m.in. Jama (1957, wydanie polskie 1960), Szosa północna (1959, wydanie polskie 1961), jak również historycznych, m.in. Książę (1969, wydanie polskie 1979) oraz politycznych, m.in. czterotomowe Incognito (1975–1980). Ponadto pisał wiersze, opowiadania, sztuki teatralne, scenariusze filmowe. Tłumaczył na język rumuński książki głównie Tomasza Manna.